# Black Bourton
Black Bourton – wieś w Anglii, w hrabstwie Oxfordshire, w dystrykcie West Oxfordshire. Leży 23 km na zachód od Oksfordu i 105 km na zachód od Londynu. W 2001 miejscowość liczyła 274 mieszkańców.